# St Thomas Tower
Der St Thomas Tower ist eine während der Zeit der Herrschaft des Johanniterordens 1614 erbaute Festung auf Malta. Der Turm steht auf einer Halbinsel, die die St Thomas Bay vom Marsaskala Creek trennt.

## Vorgeschichte
Nachdem eine Anlandung osmanischer Truppen 1614 in der Bucht von Marsaxlokk durch die Geschütze des St Lucian Tower abgewiesen worden war, verlegte die Flotte in die St Thomas Bay bzw. den Marsaskala Creek und landete dort die Truppen an. Dies zeigte den Rittern die Notwendigkeit der Befestigung auch diesen Küstenabschnittes. Da sich der St Lucian Tower bewährt hatte, wurde die Befestigungsanlage ähnlich konzipiert.

## Bau und Konstruktion

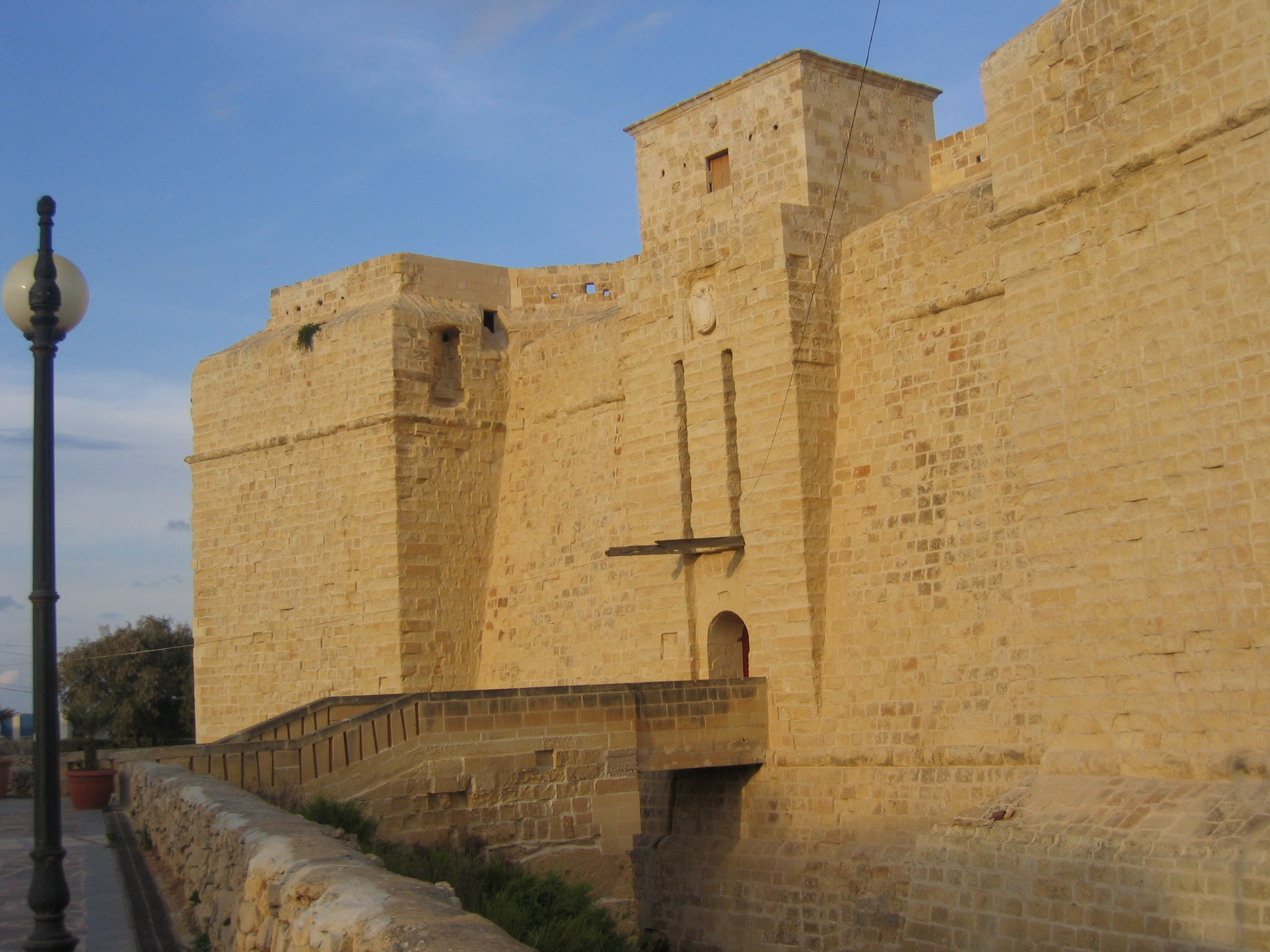
Ansicht des Zugangs an der Landseite, die ursprüngliche Zugbrücke wurde durch eine steinerne Brücke ersetzt

Der Turm wird gelegentlich dem maltesischen Architekten Vittorio Cassar zugeschrieben. Da Cassar aber vermutlich bereits 1607 verstarb, ist dies unwahrscheinlich. Als wahrscheinlicher wird angenommen, dass der Turm von einem anderen maltesischen Ingenieur, Gerolamo Bonici, entworfen wurde. Die Kosten für den Bau beliefen sich auf 13.450 Scudi einschließlich der Bewaffnung.
Wie auch der St Lucians Tower, hat der St Thomas Tower einen quadratischen Grundriss. Im Gegensatz zu diesem hat er jedoch nur ein Stockwerk. Die beiden Lagerräume haben ein Tonnengewölbe. Das flache, mit einer Brustwehr versehene Dach wurde auch hier als Platz für die Aufstellung von Geschützen genutzt. Die Ecken des Turms waren als vollwertige Bastionen ausgebildet. Dies stellte eine wesentliche Verbesserung gegenüber dem St Lucian Tower dar, konnten so die Seiten des Turms mit flankierendem Feuer bestrichen werden. Nachteilig war jedoch, neben der zu dünnen Brustwehr, die geringe Breite der Flanken der Bastionen. Der Eingang befindet sich auf der Rückseite des Turms und liegt über dem umgebenden Gelände. Der Zugang erfolgt über eine Zugbrücke und einen rechteckigen Turm in der landseitigen Umwallung der Anlage.
Vor dem Turm wurde um 1716 zur Seeseite hin eine halbrunde Batterie, ähnlich wie beim St Lucian Tower, angelegt. In der Batterien waren acht Kanonen unterschiedlichen Kalibers und ein Bronzemörser aufgestellt. Die Anlage war von einem Graben umgeben, der dreißig Meter breit und mehr als fünfzehn Meter tief gewesen sein soll.

## Britische Kolonialherrschaft
Die britischen Truppen hatten keine militärische Verwendung für den Turm. Captain Harry Jones schlug 1828 den Abriss des Turms und anderer, nicht genutzter Küstenbatterien, Türme und Redouten vor. Vom Abriss wurde jedoch abgesehen, obwohl der Turm nicht mehr als Küstenbefestigung genutzt wurde.
Während des Zweiten Weltkrieges wurde der Turm als Arrestanstalt benutzt.